# Леандро Ян Марконі
Леа́ндро Ян Марко́ні пол. Leandro Jan Marconi (23 квітня 1834 Варшава — 8 жовтня 1919 Монтре) — польський архітектор італійського походження. Син архітектора Генрика Марконі (1792—1863). Мати — шотландка Маргарита Гейтон (1807—1884). Дружиною була Броніслава Осіковська (1838—1902). Мав доньку Генрієту і сина Владислава. Початково працював із батьком. 1854 склав екзамен будівничого I класу, 1865 — II класу. Автор проектів багатьох еклектичних будівель, стилістично пов'язаних із класицизмом і італійським ренесансом.

## Твори
- Палац Вільгельма Еліса Рау у Варшаві на вул. Алеї уяздовські (1866—1868).
- Торговельний банк у Варшаві на вул. Траугутта, 7. Збудований 1873 року. Співавтор Броніслав Жоховський. Перебудований у 1921—1925 роках за проктом Болеслава Журковського і Яна Гойріха.[5]
- Перебудова палацу Собанських у Варшаві на вул. Алеї уяздовські (1876).
- Велика синагога у Варшаві (1876—1878 зруйнована 1943).
- Палац графа Константія Замойського у Варшаві на вул. Фоксаль (1878).
- Костел у селі Чижев Мазовецького воєводства.
- Палац у місті Вака Троцька, Литва.
- Білий палацик на вулиці Фраскаті, Варшава.